# Tipula (Vestiplex) foliacea
Tipula (Vestiplex) foliacea is een tweevleugelige uit de familie langpootmuggen (Tipulidae). De soort komt voor in het Oriëntaals gebied.